# Распределение variance-gamma
Распределение variance-gamma — распределение вероятностей, является нормальной смесью дисперсии-среднего, в которой в качестве взвешивающей плотности взята плотность гамма-распределения. Распределение обладает «тяжелыми хвостами» (тяжелее, чем у нормального распределения), поэтому подходит для моделирования ситуаций в которых появление больших значений случайной величины более вероятно. Примерами могут служить прибыль финансовых активов и скорости турбулентных воздушных потоков. Семейство распределений variance-gamma является подклассом обобщенных гиперболических распределений.

## Обобщение
Обобщением распределения variance-gamma является обобщённое гиперболическое распределение.